# Minh Thành, Quảng Yên
Minh Thành là một phường thuộc thị xã Quảng Yên, tỉnh Quảng Ninh, Việt Nam.
Phường Minh Thành có diện tích 33,31 km², dân số năm 2011 là 11.604 người, mật độ dân số đạt 348 người/km².